# Сузе Босфора
Сузе Босфора (тур. Elveda derken) турска је телевизијска серија, снимана 2007. и 2008.
У Србији је 2011. и 2012. приказивана на телевизији Хепи.

## Синопсис
Лале је лекарка која има срећну породицу, живи са супругом и две мале ћерке испуњен живот без икаквих проблема. Али након благе вртоглавице, Лале одлучује да оде на преглед након чега јој се живот мења из корена. Сазнаје да болује од тумора на мозгу.
Сматрајући да мора да заштити своју породицу, она одлучује да је напусти, а кћеркама налази достојну мајку која ће моћи да је замени, у прелепој Зејнеп, васпитачици из вртића који деца похађају. Зејнеп је и даље растргана због чињенице да никада неће постати мајка. Пре неколико година је због немогућности да роди, на дан венчања оставила човека кога је волела. Додатну компликацију у Лалином животу ће унети њен пријатељ, неурохирург Атеш који је заљубљен у њу.

## Улоге
| Глумац      | Улога  |
| ----------- | ------ |
| Еџе Услу    | Лале   |
| Синан Сумер | Еге    |
| Бурџу Кара  | Зејнеп |